# Ім'я вітру
«Ім'я вітру (Хроніка Вбивці Короля: День Перший)» є фантастичним романом Патріка Ротфусса, першою книгою в серії під назвою «Хроніка Вбивці Короля». Вона була опублікована у 2007 році видавництвом DAW Books з двома можливими палітурками: одна зображує обличчя Зеленої Людини із заголовком срібного кольору, а інша показує фігуру Коута із золотими літерами. Нова обкладинка була випущена в наступних перевиданнях, що зображає фігуру в плащі під темним небом в вітряному полі.
Ротфусс написав «Ім'я Вітру» під час свого дев'ятирічного здобування ступеня бакалавра з англійської. Він черпав натхнення з серії курсів у коледжі, які він відвідував, а також від його особистих інтересів і захоплень. Коротка розповідь, уривок з роману «Страх Мудреця» (продовження до «Ім'я Вітру»), «Дорога до Левінширу», виграла конкурс Письменники майбутнього в 2002 році, що призвело до публікації книги. Сама книга «Страх Мудреця» була випущена 1 березня 2011 року видавництвом DAW Books.

## Структура
Книга поділена на дві часові лінії: перша — це теперішнє, розповідь ведеться від третьої особи, а друга — у минулому головного героя Коута, яку він сам і переповідає.

## Сюжет
Дія «Хроніки Царевбивці» відбувається у вигаданому світі Темерент, великому континенті, відома частина якого, звана Чотирма Кутами Цивілізації, розділена на кілька окремих народів і культур. Більша частина світу сповідує віру, віддалено схожу на середньовічне християнство. Поряд зі світом смертних співіснує царство фейрі - паралельний всесвіт, населений надприродними істотами, які можуть переміщатися між двома світами лише при повному місяці. Магія існує і в Темряві, але підпорядковується чітко визначеним правилам і принципам, якими можуть користуватися лише ті, хто пройшов професійну та наукову підготовку з її використання.
На початку роману читач чує розповідь старого оповідача про відомого старого чарівника на ім'я Таборлін Великий, який потрапив у полон до злих істот на ім'я Чандріан. Рятуючись від них, Таборлін впав з великої висоти - але оскільки він знав «Ім'я Вітру», він покликав його, і Вітер прийшов і безпечно опустив його на землю. У наступних частинах книги герої часто скептично ставляться до таких історій. Деякі види магії викладаються в університеті як академічні дисципліни і мають застосування в повсякденному житті (ті, хто може собі це дозволити, можуть купувати магічні лампи, наприклад, набагато кращі за свічки, якими користуються бідніші люди). Однак більшість населення не має достовірних знань про магічні дисципліни, і багато хто все ще сумнівається, що маги справді можуть викликати Вітер. Чандріанів, чию появу нібито провіщає синє полум'я, часто вважають міфічними страховиськами.
У сільському містечку Ньюарре корчмою «Шляховий камінь» керують корчмар на ім'я Коте та його помічник Баст. З'ясовується, що Коте - це насправді знаменитий Квоте: неперевершений фехтувальник, маг і музикант, який, за чутками, вбив короля, за що отримав титул Царевбивці, і спричинив нинішню війну, в яку втягнутий цивілізований світ. Баст - помічник і учень Квоте, а також принц фейрі. Квоте пішов у підпілля і взяв собі ім'я Коте, щоб не висовуватися. Квоте рятує мандрівного книжника, відомого як Літописець, від павукоподібних істот, яких називають скрайлами, після чого Літописець, впізнавши Квоте, просить записати його історію. Погодившись, Квоте каже Літописцю, що це займе три дні (що відповідає запланованій трилогії романів).
Квоте починає свою розповідь з дитинства, коли він жив серед трупи відомих мандрівних артистів, відомих під назвою «Едема Ру». Люблячі батьки змалечку навчають його акторській майстерності, співу та грі на лютні. Він надзвичайно добре справляється з усім цим, як і в будь-якій іншій сфері, до якої б він не доклав рук. У трупі з'являється вчений і арканіст Абенті, який навчає Квоте науці та симпатії - дисципліні, що створює зв'язки між фізичними об'єктами, які дозволяють маніпулювати іншими об'єктами. Квоте також стає свідком того, як Абенті викликає вітер, щоб захиститися від підозрілих городян, і присягається відкрити титульне «ім'я вітру», яке дозволить контролювати його.
Батько Квоте, відомий бард Арліден, починає писати те, що мало стати його найбільшим твором - баладу про давнього трагічного героя Ланре. Для цього твору Арліден починає збирати всілякі перекази про міфічного Чандріана і намагається докопатися до ядра істини, що стоїть за ними - не пояснюючи, як це пов'язано з Ланре. Це дослідження має фатальні наслідки. Коли трупа розбиває табір, мати Квоте відправляє його збирати шавлію в навколишніх лісах. Повернувшись, він знаходить своїх батьків і всіх членів трупи мертвими, а надто реального Чандріана - сидячим біля багаття, яке посиніло. Їм не сподобалися дослідження Арлідена, і вони прийшли, щоб змусити замовкнути його і всіх, з ким він міг би поділитися своїми знахідками. Одинадцятирічного Квоте ледь не вбиває чандріан на ім'я Сіндер, коли їхній ватажок, лорд Галіакс, змушує їх відступити через наближення таємничих ворогів.
Травмований Квоте, живий, але самотній, проводить три роки в нетрях міста Тарбена, як жебрак і кишеньковий злодій. Вирватися з цього життя йому допомагає розповідь оповідача про те, як герой Ланре після смерті коханої дружини став ренегатом, перейшов на бік злих сил, з якими він боровся, і зруйнував міста, захист яких йому доручили, а потім змінив ім'я і став грізним лордом Галіаксом Чандріанським. Перш ніж Квоте встиг розпитати більше, оповідача заарештувала панівна церква за звинуваченням у єресі.
Тоді Квоте вирішує потрапити до університету, в чиїх величезних архівах зберігаються всі види накопичених знань, в тому числі, ймовірно, і про чандріанців. З великими зусиллями роздобувши мінімальні кошти на одяг і дорогу, він вирушає в дорогу. Дорогою Квоте закохується в талановиту дівчину на ім'я Денна, яка також є музикантом, як і він сам. Квоте вступає до університету, незважаючи на брак коштів на навчання, і чудово виступає як студент.

## Рецензії
The London Times:
|  | Оповідь нагадала мені про Урсулу Ле Гуїн, Джорджа Р. Р. Мартіна і Дж. Р. Р. Толкіна, але жодного разу у мене не виникло відчуття, що Ротфусс когось копіює. Як і письменники, якими він явно захоплюється, він - старомодний оповідач, який працює з традиційними елементами, але зі своїм власним голосом. Уже кілька років не було нової фентезі-серії, яка б мене так захопила. Упевнений, ця книга стане класикою. |

Хроніка Сан-Франциско:
|  | Не просто звичайне фентезі, повне безцільних квестів і роздутої драми. Швидше прекрасно складена історія дорослішання, повна гумору, дії і, час від часу, магії. |

## Нагороди
1. Quill Award (2007) — Science Fiction/Fantasy/Horror[4]
2. «Best Books of the Year» (2007) — Publishers Weekly — Science Fiction/Fantasy/Horror[5]
3. Alex Award (2008) — Young Adult Library Services Association (YALSA)[6][7]

## У популярній культурі
- Фінська готична-метал група Nightwish написала і виконала пісню під назвою «Edema Ruh» в альбомі «Endless Forms Most Beautiful» (2015), названу так на честь мандрівного народу з книги «Ім'я Вітру».

## Переклади українською
- Патрік Ротфусс. Ім'я вітру. Переклад з англійської: Марія Пухлій. Харків: КСД. 2019. 800 стор. ISBN 978-617-12-6307-9[8]
- Патрік Ротфусс. Ім'я вітру. Переклад з англійської: Марія Пухлій. Книжковий клуб "Клуб Сімейного Дозвілля". 2023. 800 стор. ISBN 978-617-15-0011-2

## Додаткові посилання
- Офіційний сайт Патріка Ротфусса [Архівовано 22 вересня 2016 у Wayback Machine.]